# Opel Calibra
L'Opel Calibra est un modèle d'automobile lancée en 1989 par la marque allemande Opel, sur la base d'une plateforme d'Opel Vectra. C'est un coupé routier à deux portes et quatre places. Elle succède à la Manta, reprenant ainsi l'esprit coupé sport. Mais c'est l'abandon de la propulsion au profit de la traction qui sera la grande nouveauté chez Opel dans la gamme des coupés. Les « puristes » de la marque virent ça d'un mauvais œil. La Calibra était produite dans l'usine de Russelsheim situé près des bureaux et du siège social d'Opel.
Les différents motorisations disponibles ont été :
- un 2 litres à 8 soupapes de 115 ch (C20NE) ;
- un 2 litres à 16 soupapes de 150 ch (avant juin 1994) (C20XE) ;
- un 2 litres à 16 soupapes ecotec de 136 ch (après juin 1994) (X20XEV) ;
- un 2 litres à 16 soupapes et turbo de 204 ch (C20LET) ;
- un 2.5 litres V6 à 24 soupapes de 170 ch (C25XE puis X25XEV).

La version 4x4 permanent était disponible en option sur le 2 litres 16 soupapes ainsi que sur la version 2 litres 8 soupapes, mais de série sur la Turbo.
À la sortie de la version 2 litres 115 ch, le Cx (coefficient de pénétration dans l'air) de la Calibra établissait le record du monde pour une voiture 4 places, avec une valeur de 0,26.

## Chronologie
- Septembre 1989[1] : à l'occasion du Motor Show de Francfort, Opel présente un nouveau coupé. Les visiteurs évoquent cette voiture comme une découverte surprenante, d'un genre inconnu jusque-là. Élégante et très spacieuse, dotée d'une technologie avancée, et assortie d'un prix attractif : La Calibra voit le jour.
- 1990 : commercialisation en France des versions 2.0i de 115 ch et 16V de 150 ch. La Calibra diffère des voitures aérodynamiques, souvent belles, mais presque toujours trop basses et trop petites, construites pour deux passagers et offrant un espace insuffisant pour les bagages. Le coupé est profilé, mais assez spacieux pour loger quatre adultes et 300 litres de bagages. L'alliance entre le plaisir et la fonctionnalité (fun & function) constitue la clé du succès de la Calibra : 29 431 Calibra sont vendues durant la première année de sa commercialisation.
- 1991 : le succès de la Calibra dépasse les prévisions et la demande excède la capacité de production d'Opel. 97 443 voitures sont fabriquées en 1991. Profitant du succès, Opel continue de développer de nouvelles versions. Les ingénieurs s'emploient à transformer la Calibra en un symbole fort de la marque. La Calibra Turbo est dotée d'un moteur à quatre cylindres turbocompressé développant 150 kW (204 ch), d'une boîte de vitesses à six rapports et de quatre roues motrices[2]. Atteignant la vitesse de 245 km/h, le coupé Opel est en position de flirter avec un segment de marché généralement occupé par des marques « premium » comme BMW ou Audi.
- Septembre 1991 : commercialisation de la version Turbo 4x4 de 204 ch et arrêt de la version 2.0 16V 4x4.
- 1993 : le classicisme de la Calibra inspire les créatifs. Ainsi, les designers d'Opel touchent un nouveau type de clientèle en introduisant la série limitée « Color Edition », une version spéciale du coupé, parée pour l'occasion de couleurs inhabituelles. L'intérieur est lui aussi retouché, adoptant une apparence rajeunie et un cuir luxueux. Un nouveau type de jantes en alliage léger est aussi dessiné pour ce modèle. Bien que largement répandu, ce modèle ne suscite pas la lassitude du public.
- 1994 : produite depuis maintenant quatre ans, la famille Calibra s'agrandit. Le premier six cylindres en V d'Opel est introduit sur le coupé. Ainsi le fort couple du V6 de 2,5 litres de cylindrée, avec une puissance de 125 kW (170 ch), propulse la Calibra de 0 à 100 km/h en 7,8 secondes. Le V6 ouvre l'ère des moteurs ECOTEC, puissants et peu polluants, avec un nouveau moteur 2.0i à seize soupapes, développant 100 kW (136 ch), qui remplace la version huit soupapes de 85 kW (115 ch). Cette version n'a pas été officiellement importée en France.
- 1995 : tandis que la concurrence présente des modèles analogues et que le marché tend à se saturer, Opel réagit avec un coupé étonnant, petite sœur de la Calibra : la Tigra. Introduite en octobre 1994, les clients l'accueillent avec enthousiasme : 68 000 exemplaires sont vendus pendant la première année de production. De plus, la Calibra connaît quelques modifications esthétiques mineures et équipements enrichis.
- 1996 : à l'approche de sa retraite, la Calibra prouve sa suprématie en devenant une championne. La nouvelle et puissante V6 4x4 de 500 ch remporte neuf victoires dans le championnat de super tourisme allemand (DTM). À l'issue de la saison, Manuel Reuter est sacré champion des pilotes et Opel champion des constructeurs. Opel décide de l'arrêt de la version GT de 115 ch et de la version Turbo 4x4 de 204 ch. La version 16V devient Cool Line 16V à l'équipement enrichi et au prix canon tandis que la V6 reçoit un équipement pléthorique.
- 1997 : cette année marque l'arrêt de la production de la Calibra. À cette date, la production totale atteint 238 647 exemplaires. Ce chiffre indique l'immense popularité de ce concept ; Opel dut même démarrer une production supplémentaire en Finlande pour satisfaire la demande.
- 1998 : après la fin de la Calibra, cette année marque le départ pour un nouveau coupé Opel. Avec la Tigra, un coupé compact 2+2, Opel continue à offrir un concept unique. La Tigra a remporté un prix de style et de conception. Elle comporte un espace modulable satisfaisant, l'ensemble pour un prix modéré.

Avant l'arrêt de sa production, il était déjà admis par tous que l'Opel Calibra, fruit du talent d'Erhard Schnell était devenu un classique.

## Fiches techniques

### Calibra 2.0i GT
- Moteur (C20NE)

Type : 4 cylindres en ligne transversal, 8 soupapes
Cylindrée : 1 998 cm³
Alésage x course en : 86 x 86 mm
Puissance : 115 ch DIN à 5 200 tr/min
Couple maxi : 17,3 mkg à 2 600 tr/min
- Transmission

Traction, boîte de vitesses manuelle 5 ou automatique, type getriebe f 16 ou 18
- Poids

Données constructeur : 1 215 kg
- Performances

Vitesse maxi : 205 km/h
400 m DA : ND
1 000 m DA : 31,1 sur et 1er 50 puis 110 140 160 et pour finir 215km/h

### Calibra 16V
- Moteur (C20xe)

Type : 4 cylindres en ligne transversal, 16 soupapes
Cylindrée : 1 998 cm³
Alésage x course : 86 x 86 mm
Puissance : 150 ch DIN à 6 000 tr/min
Couple maxi : 20 mkg à 4 000 tr/min
- Transmission

Traction, boîte de vitesses manuelle 5 ou automatique, type getriebe f 20
- Poids

Données constructeur : 1 250 kg
- Performances

Vitesse maxi : 223 km/h
0 à 100 km/h : 8,5 s
400 m DA : 16,3 s
1 000 m DA : 29 s
80 km/h à 120 km/h : en 3e : 6 s, en 4e : 8,9 s, en 5e : 13,4 s

### Calibra 2.5i V6
- Moteur (C25XE)

Type : V6 transversal, 24 soupapes
Cylindrée : 2 497 cm³
Alésage x course : 81,6 x 79,6 mm
Puissance : 170 ch DIN à 6 000 tr/min
Couple maxi : 23,1 mkg à 4 200 tr/min
- Transmission

Traction, boîte de vitesses manuelle 5 ou automatique, type getriebe f 25
- Poids

Données constructeur : 1 325 kg
- Performances

Vitesse maxi : 237 km/h
0 à 100 km/h : 7,8 s
400 m DA : 16,1 s
1 000 m DA : 28,6 s
80 km/h à 120 km/h :
en 3e : 5,1 s
en 4e : 9,7 s
en 5e : 12,8 s

### Calibra 2.0 Turbo 16s 4x4
- Moteur (C20LET)

Type : 4 cylindres en ligne, 16 soupapes
Position du moteur : transversale, avant
Distribution : 2 ACT
Alimentation allumage : gestion Bosch Motronic 2.5 puis 2.7
Suralimentation : turbo kkk 16, intercooler 2L
Cylindrée : 1 998 cm³
Poids à vide : 1 405 kg
Alésage x course : 86 x 86 mm
Rapport volumétrique : 9:1
Régime maxi : 6 500 tr/min
Puissance maxi : 204 ch à 5 600 tr/min
Puissance spécifique : 102 ch/litre
Couple maxi : 28,9 mkg a 2 400 tr/min
Couple au litre : 14,2 mkg/l
- Transmission

Intégrale aux 4 roues
Boîte manuelle 6 rapports, type Getrag f 28
- Performances

0 à 100 km/h : 6,8 s
1 000 mètres DA : 27 s
Vitesse maxi : 250 km/h
Consommation 90/120/ville : 6,8 /8,3 /11,6 L aux 100 km

## Spécifications
| Type              | Puissance (kW) | Puissance (ch) | 0 à 100 km/h (s) | Vitesse maxi (km/h) | Moteur            |
| ----------------- | -------------- | -------------- | ---------------- | ------------------- | ----------------- |
| 2.0 8V            | 85             | 115            | 10,6             | 205                 | C 20 NE           |
| 2.0 16V           | 110            | 150            | 8,5              | 223                 | C 20 XE           |
| 2.0 16V Ecotec    | 100            | 136            | 9,5              | 215                 | X 20 XEV          |
| 2.5 V6 24V        | 125            | 170            | 7,8              | 237                 | X 25 XE / C 25 XE |
| 2.0 16V 4X4 Turbo | 150            | 204            | 6,8              | 250                 | C 20 LET          |

Voie avant : 1,426 m
Voie arrière : 1,446 m
Garde au sol : 0,126 m
Diamètre de braquage : 11,45 m
Cx : 0,26

## Opel Calibra en compétition

### DTM (Deutsche Tourenwagen Meisterschaft)(1993-1996)

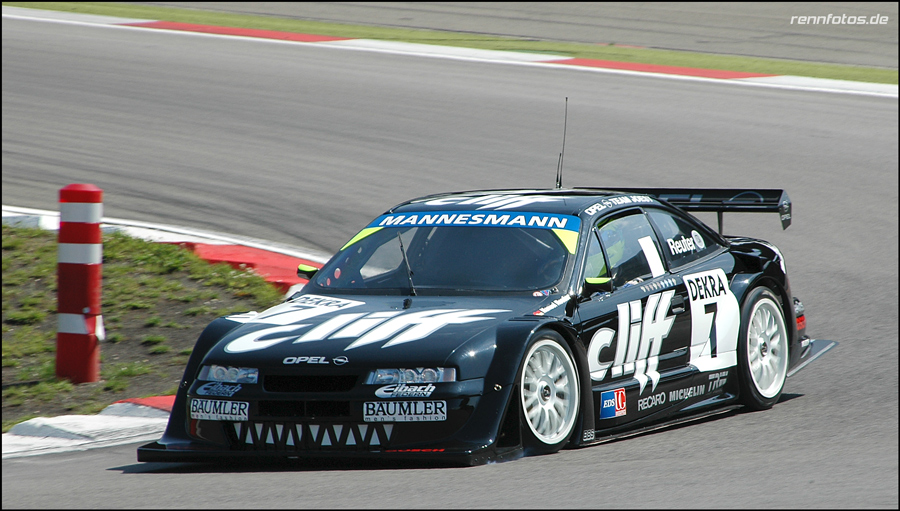
L'Opel Calibra V6 4x4 de Manuel Reuter qui sera sacrée championne.

Adam Opel AG propose à la fin de la saison 1993 une version DTM de son Opel Calibra, profitant du nouveau règlement. Elle succède ainsi à l'Opel Omega 3000 24V Evo. L'Opel Calibra V6 4x4 DTM remportera le championnat DTM devenu championnat ITC en 1996 avant que celui-ci ne meurt prématurément pour renaître en 2000. Fruit de la coopération entre Opel et Team Joest, la Calibra adopte un moteur V6 24 soupapes (basé sur le C25XE) préparé par Cosworth développant 420 chevaux pour une cylindrée de 2498 cm3 pour les modèles de 1993 à 1995. Le tout est relié à une transmission 4 roues motrices. En 1996, le V6 24 soupapes passe à 3200 cm3 portant sa puissance à 570 chevaux. Lors de la renaissance du nouveau DTM, en 2000, c'est l'Opel Astra V8 Coupé qui prendra le relais.

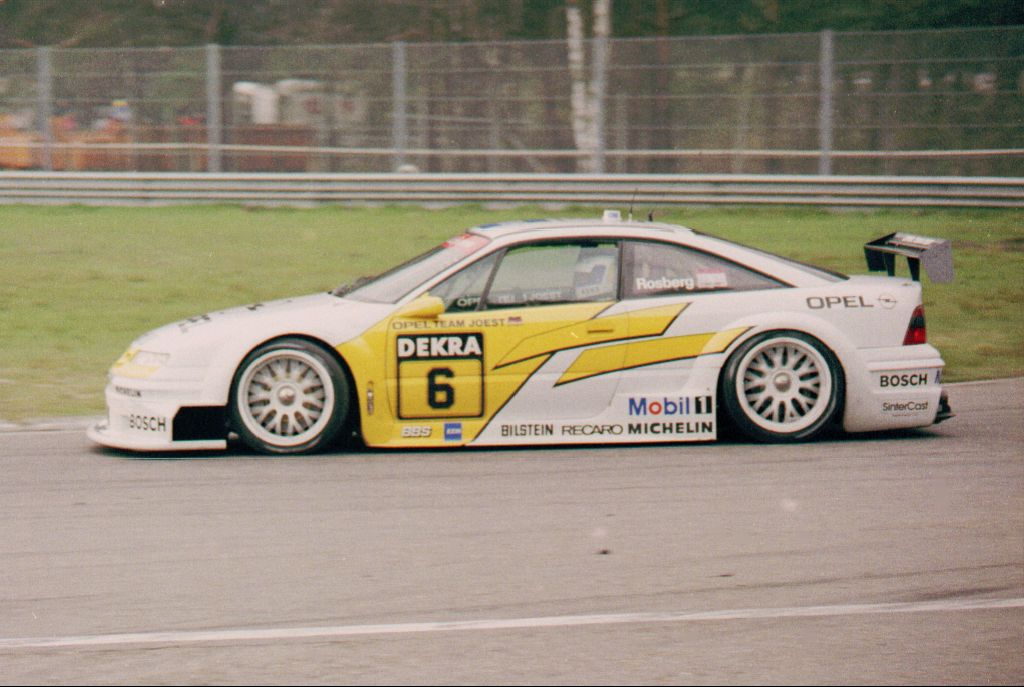
Opel Calibra de Rosberg

| Saison      | Moteur | Cylindrée | Puissance             | Transmission | Poids   | Injection            | Jantes                                                                 |
| ----------- | ------ | --------- | --------------------- | ------------ | ------- | -------------------- | ---------------------------------------------------------------------- |
| 1993 à 1995 | V6 24v | 2498 cm3  | 420 cv à 11650 tr/min | 4x4          | 1052 kg | Bosh-Motronic MS 1.9 | Jantes BBS 10J x 18’’ avant, 10J x 19’’ arrière, pneumatiques Michelin |
| 1995 à 1996 | V6 24v | 3200 cm3  | 570 CV à 12750 tr/min | 4x4          | 1052 kg | Bosh-Motronic MS 1.9 | Jantes BBS 10J x 18’’ avant, 10J x 19’’ arrière, pneumatiques Michelin |

## Sources
- Données techniques : Association Calibra-Classic, mai 2014 (consulté le 10 juin 2014)